# Maeva Mellier
Pour les articles homonymes, voir Mellier.
Maeva Mellier, née le 19 novembre 1991 à Saint-Germain-en-Laye, est une taekwondoïste française.
Elle remporte la médaille de bronze dans la catégorie des moins de 73 kg aux Championnats d'Europe de taekwondo 2012. Aux Jeux méditerranéens de 2013, elle est médaillée d'or dans la catégorie des plus de 67 kg.